# قایقی بر علفزار
قایقی بر علفزار (فرانسوی: Le Bateau sur l'herbe‎) فیلمی درام به کارگردانی ژرار براش محصول سال ۱۹۷۱ است. از بازیگران آن می‌توان به کلود جید، ژان-پیر کسل، جان مک‌انری، والنتینا کورتس، و پل پربوآ اشاره کرد.